# John Wesley Harvey
John Wesley Harvey (ur. 4 września 1927, zm. 10 kwietnia 1963) – Amerykanin, komandor podporucznik (USN: Lieutenant Commander) marynarki wojennej Stanów Zjednoczonych, dowódca okrętu podwodnego z napędem jądrowym USS „Thresher” (SSN-593), w czasie ostatniego rejsu okrętu, w którym zatonął w trakcie prób po przejściu przez okręt remontu w stoczni Portsmouth Naval Shipyard.
W 1946 roku ukończył studia na Uniwersytecie Pensylwanii, następnie w 1950 roku w Akademii Marynarki Wojennej w Annapolis. W tym roku otrzymał przydział na lotniskowiec USS „Coral Sea” (CVA-43), gdzie służył jako nawigator. W 1951 roku jako ochotnik wstąpił do szkoły oficerów okrętów podwodnych, którą ukończył z 3 lokatą w lipcu 1951 roku. W trakcie służby na USS „Sea Robin” (SS-407) został wyznaczony do szkolenia w zakresie napędu jądrowego w prowadzonym przez Westinghouse Bettis Atomic Power Laboratory w Pittsburghu (Pensylwania) oraz Idaho Falls (Idaho).
W lipcu 1955 roku, otrzymał przydział na USS „Nautilus” (SSN-571) na którym służył do sierpnia 1958 roku, biorąc w tym czasie udział w dwóch arktycznych rejsach okrętu. Drugi z nich był pierwszym rejsem w zanurzeniu pod biegunem północnym.
Po rocznej pracy jako I inżynier nowego prototypowego reaktora w Windsor w stanie Connecticut, otrzymał przydział na USS „Tullibee” (SSN-597), a w 1961 roku na USS „Sea Dragon” (SSN-584), na pokładzie którego brał udział w historycznym spotkaniu na biegunie północnym z USS „Skate” (SSN-578) w 1962 roku. Po trzymiesięcznej służbie w Naval Reactors Branch of the Bureau of Ships, w styczniu 1963 roku otrzymał dowództwo nad USS „Thresher". 9 kwietnia 1963 roku, dowodząc okrętem wypłynął w morze w towarzystwie statku ratowniczego USS „Skylark” (ASR-20), zaś 10 kwietnia zginął wraz z okrętem podczas próby osiągnięcia głębokości testowej.

## Zobacz
- USS Thresher (SSN-593)